# Bernardo de São Bento Correia de Souza
Frei Bernardo de São Bento Correia de Souza foi um frade beneditino e arquiteto ativo no Rio de Janeiro na época colonial. Foi um dos principais responsáveis pela construção do Mosteiro de São Bento da cidade.

## Biografia e obra
Nasceu no termo de Vila Real por volta de 1624. Originalmente chamava-se João Correia de Souza, mas mudou de nome ao tornar-se frei. Além de religioso, pode ter sido também militar.
No Rio de Janeiro, trabalhou como arquiteto na construção do Mosteiro de São Bento. As obras da igreja do mosteiro começaram em 1620 seguindo o projeto do engenheiro militar Francisco Frias de Mesquita, mas procederam de maneira muito lenta. Na segunda metade do século XVII, o projeto foi alterado por frei Bernardo de São Bento, que construiu uma nova sacristia em 1670 e adicionou corredores laterais à nave nas décadas de 1670 e 1680. Enquanto frei Bernardo cuidava do projeto arquitetônico, frei Domingos da Conceição e Silva executava a decoração de talha do interior.
Também realizou obras urbanísticas em ruas do Rio de Janeiro.